# Grochwitz (Schleiz)
Grochwitz ist ein Stadtteil von Schleiz im Saale-Orla-Kreis in Thüringen.

## Geografie
Der Weiler Grochwitz liegt im Vogtland, direkt am Zufluss der Wisenta in die Wisenta-Talsperre. Nachbarorte sind Möschlitz, Burgk und Mönchgrün.
Geologisch befindet sich die Flur des Weilers im Südostthüringischen Schiefergebirge. Diese Böden sind durch den hohen Feinerdeanteil und den hohen Humusgehalt sehr ertragreich und -sicher.

## Geschichte
Im Jahr 1425 wurde der Weiler erstmals urkundlich erwähnt. Am 30. Juni 1994 wurde er in die Gemeinde Möschlitz eingegliedert, die am 29. Dezember 1995 zusammen mit Grochwitz zu Schleiz kam.

## Kultur und Sehenswürdigkeiten
Das Dorf inmitten von Feldern, Wäldern und Gewässern hat seit den 1970er Jahren um die 100 Einwohner.
Die evangelische Kapelle St. Maria ist eine gotische Saalkirche und besteht in ihrer heutigen Gestalt seit dem 16./17. Jahrhundert. Der kleine, rechteckige Kirchenbau hat einen polygonalen Ostabschluss, ein hohes Krüppelwalmdach und einen schlanken Dachreiter. Der Innenraum enthält eine Flachdecke und eine Empore. Die Ausstattung ist aus dem 19. Jahrhundert.

## Wirtschaft
Der Ort ist landwirtschaftlich geprägt. In Ortsnähe befindet sich das Pumpspeicherwerk Wisenta, das erste Pumpspeicherwerk Europas. Durch die angrenzenden Talsperren hat sich der Kreisfischereiverein Saale-Wisenta hier niedergelassen.